# Brunhilda de Portilla
Brunilda Rodríguez Martínez, más conocida como Brunhilda de Portilla (La Cruz, 2 de junio de 1929-9 de julio de 2025), fue una educadora y compositora costarricense.

## Biografía
Su padre, José Ignacio Rodríguez, fue un hombre de leyes, aficionado a la fotografía, a la lectura, y a tocar la guitarra con su esposa, Francisca Martínez Vargas- Ambos nacieron en Nicaragua. Tuvieron nueve hijos. Su madre cantaba y sabía tocar la mandolina. Ambos hacían un buen dúo, disfrutando juntos de la música.  Incluso, algunas de las canciones que interpretaban fueron compuestas por su marido.
Brunhilda de Portilla nació en La Cruz, Guanacaste, Costa Rica. El nombre de Brunhilda, puesto por su padre, procede de un libro de Pedro Antonio de Alarcón. Durante su infancia vivió en Liberia, Filadelfia y las Juntas de Abangares. Aunque desde pequeña se aficionó a la escritura de canciones, no fue hasta su llegada a la Escuela Normal, cuando un profesor descubrió sus dotes literarias. Brunhilda le enseñó un poema que había escrito, llamado Noches de ensueño. Tras leerlo, lo ilustró y lo publicó en un periódico local. En la Escuela recibió clases de grandes maestros: Uladislao Gámez Solano o Joaquín García Monge.
Tras graduarse en 1947 de la Escuela Normal, se matriculó en la Universidad de Costa Rica, donde formó parte del Teatro Universitario, realizando diversos montajes de obras de Miguel de Cervantes, Alejandro Casona e Henrik Ibsen.
En 1953 se casó con Roberto Portilla Ibarra, con el que tuvo tres hijos: Lilliana, David Roberto y Laura. Su hija Lilliana vive en Alemania. Cuando sus hijos eran pequeños, le gustaba contarles cuentos antes de dormir, y componerles canciones. Así fue como empezó a escribir canciones de cuna.
Fue maestra de primaria en distintas instituciones, tanto en Guanacaste como en el Gran Área Metropolitana. Comenzó a dar clases de ciencias, español, historia, matemáticas, artes plásticas, y educación física en las escuelas públicas de Guadalupe, Sabanilla y Desamparados. También aprovechó para formar coros con sus alumnos y enseñarles diversas composiciones.
Años después, Brunhilda grabó algunas de las canciones que había compuesto para una discografía; la mayor parte de temática amorosa y un villancico. Se interesaron por las canciones navideñas, por lo que en esa misma tarde, Brunhilda compuso los once villancicos que faltaban para completar el disco. En la grabación, le acompañaron un grupo de niños. Cuatro años después compuso diecinueve villancicos más que formaron parte del segundo disco. La temática de sus villancicos hacen perdurar las tradiciones navideñas costarricenses: la mezcla de los olores del ciprés, del cohombro y de los tamales.
En 2011, el Ministerio de Cultura y Juventud declaró los villancicos compuestos por Brunhilda como cantos de interés público.
En 2018, en el Simposio Internacional Mujeres en la Música, llevado a cabo, la Universidad de Costa Rica, dedicó un recital a la obra de Brunhilda.

## Reconocimientos
En marzo del año 2017, doña Brunhilda recibió un reconocimiento de parte de la Asociación de Compositores y Autores Musicales de Costa Rica (ACAM), por su legado al repertorio musical costarricense. 
La fotografía de doña Brunhilda de Portilla hoy forma parte de la Galería del Mérito de ACAM. 
El Coro del Condominio 9-10 y diversos músicos invitados organizaron un Concierto Homenaje a doña Brunhilda (13 de diciembre de 2021).

## Obras
Ha escrito más de cuarenta villancicos, muchísimos cuentos y poemas, y los himnos de varias escuelas y colegios y canciones de cunas. Entre sus villancicos más conocidos, destacan: 
- Mi niño campesino[9]
- Din don din don
- Los pastorcillos
- Vamos al rezo del Niño
- Aleluya al Niño Dios de mi tierra
- Ya llegó la Noche Buena.